# Campus Carlsberg
Campus Carlsberg er en campus på Tapperitorvet i Carlsberg Byen i København.
Skolen har lidt over 10,000 studerende som enten uddanner sig til lærer, tekstilformidler, tegnsprogstolk eller pædagog.
Derudover rummer campus også en pædagogisk assistentuddannelse og Center for Undervisningsmidler.
Campus Carlsberg er et af Københavns Professionshøjskoles campusser og stod færdig i 2017 sammen med Bohrs Tårn.